# 모스크바 지하철
모스크바 지하철(러시아어: Моско́вский метрополите́н 모스콥스키 메트로폴리텐[*])은 모스크바 지하철 공사에서 운영하는 러시아 모스크바의 지하철이다. 1935년 5월 15일에 개통되었으며, 소비에트 연방의 첫 번째 지하철이다. 모스크바 지하철의 길이는 총 447 km에 달하며, 15개 노선에 265개 역을 가지고 있다. 지하철은 오전 5시 30분에 개장, 다음날 오전 1시까지 영업한다. 열차 간 간격은 보통 약 2분 간격이나 출퇴근 시간에는 90초마다 한 대꼴로 오기도 한다. 일일 이용자는 평균 655만에 달하며 모스크바의 대중교통 중 가장 높은 이용률을 자랑한다. 주중에는 700만 명을 초과할 때도 있으며, 주말에는 그보다 낮아진다.

## 역사
모스크바 지하철은 1935년 5월 15일 개통되었다. 처음 완성되었을 당시, 지하철 노선은 11.5 km에 13역이 있었으며, 14개의 열차가 운행되었다. 첫 노선은 소콜니키역에서 파르크 쿨투리역까지 이어졌고, 중간에 스몰렌스카야역으로 가는 분선이 있었다. 이 선은 나중에 아르바트 선이 되었으며, 1938년 키옙스카야역까지 확장되었다. 독소전쟁이 발발하기 전까지 1938년 5월에는 아르바트선에 쿠르스카야 역(현재 아르바츠코 포크롭스카야 선 소속)이 추가되었다. 1938년 9월에는 플로샤디 스베르들로바 역(1990년 테아트랄나야(러시아어: Театральная)역으로 개칭되었다)에서 출발해 소콜역까지 운행되는 고리콥스키-자모스크보레츠카야 선(현재의 자모스크보레츠카야 선)이 열렸다.
제2차 세계대전 동안 모스크바 지하철은 독일군의 공습을 피하기 위한 대피소로 사용되었다. 독일군이 모스크바 근처까지 진격한 1941년 10월 15일에는 모스크바 지하철의 책임자인 카가노비치는 비밀리에 지하철 폭파 명령을 내렸다. 모스크바 지하철은 전 구간에 걸쳐 독일군이 지하철을 사용하지 못하도록 제거를 지시하는 한편, 차량은 대피시키기로 계획했다.
이 때문에 다음날인 16일 오전 모스크바 지하철은 역사상 처음이자 마지막으로 운행하지 않았다. 하지만 당일 저녁에 독일군이 모스크바 근교에서 진격을 멈춤에 따라 폭파 명령은 취소되었고 지하철은 다시 운행을 시작했다.
모스크바 지하철의 3차 공사는 독소전쟁 중 계속되었다. 지하철 건설은 1942년 5월에 재개되었다. 1943년 1월에는 플로샤디 스베르들로바 역(현재의 테아트랄나야 역)에서 자보드 이메니 스탈리나역(1956년 압토자보드스카야(러시아어: Автозаводская)역으로 개칭되었다)이 개통되었으며, 파벨레츠카야역과 노보쿠즈네츠카야역은 훨씬 나중인 1943년 11월에 개통되었다. 1944년 1월에는 쿠르스카야 역에서 파르크 이즈마일롭스키 역(2005년 파르티잔스카야(러시아어: Партизанская)역으로 개칭됨.)을 잇는 부분이 완성되었다.
제2차 세계대전 이후 콜체바야 선과 키옙스카야 역에서 플로샤디 레볼류치 역(러시아어: Площади Революции)까지 이르는 공사가 재개되었다. 파르크 쿨투리 역에서 쿠르스카야 역에 이르는 첫 번째 선은 모스크바를 원형으로 가로지르는 순환도로 밑에 있었다. 하지만 콜체바야선의 북쪽 부분은 순환 도로에서 1km에서 1.5km 떨어져 짓기로 결정되었고, 역의 개수도 일곱 역에서 아홉 역으로 늘려 짓게 되었다. 콜체바야 선은 1950년 개통되었으며, 개통 당시 쿠르스카야 역에서 벨로루스카야 역을 이었다. 콜체바야 선은 1954년에는 지금과 같은 모습을 갖추게 되었다.
아르바트선이 지하 깊숙이 건설된 이유는 당시 냉전이 시작되기도 해서였다. 깊은 곳에 지하철을 짓는 것은 적의 공습과 핵전쟁으로부터 방공호로 쓸 수 있는 효과가 있었다. 아르바트 선의 1953년 새로운 구간이 완공된 이후에는 기존에 건설하고 있던 부분(현재의 필룝스카야 선의 알렉산드롭스키 사드역부터 키옙스카야역까지의 부분)을 폐쇄했다. 이 구간은 필룝스카야 선의 일부로 1958년 다시 개장되었다.
2009년 12월, 아르바츠코 포크롭스카야 선은 키옙스카야역에서 미티노역까지 연장되었다. 같은 해, 류블린스코 드미트롭스카야 선은 츠칼롭스카야역에서 마리나 로샤역까지 노선을 확장했다. 2010년 5월 15일 모스크바 지하철은 개통 75주년을 맞아 모든 역에 해당 역이 건설된 날짜와 건축가의 이름이 새겨진 청동 기념판을 세웠다.

## 노선
현재 모스크바 지하철에는 총 13개의 지하철 노선(경전철 노선 1개 포함)과 1개의 모노레일 노선을 포함한 4개의 기타 철도 노선이 있다.
| 노선 | 노선명                             | 러시아어                             | 첫 개장 | 마지막 건설 | 거리     | 역  |
| ---- | ---------------------------------- | ------------------------------------ | ------- | ----------- | -------- | --- |
|      | 소콜니체스카야 선                  | Сокольническая                       | 1935년  | 2019년      | 44.5 km  | 26  |
|      | 자모스크보레츠카야 선              | Замоскворецкая                       | 1938년  | 2017년      | 42.8 km  | 24  |
|      | 아르바츠코 포크롭스카야 선         | Арбатско-Покровская                  | 1938년  | 2012년      | 45.1 km  | 22  |
|      | 필룝스카야 선                      | Филёвская                            | 1958년  | 2006년      | 14.9 km  | 13  |
|      | 콜체바야 선(순환선)                | Кольцевая                            | 1950년  | 1954년      | 19.3 km  | 12  |
|      | 칼루시스코 리시스카야 선           | Калужско-Рижская                     | 1958년  | 1990년      | 37.8 km  | 24  |
|      | 타간스코 크라스노프레스넨스카야 선 | Таганско-Краснопресненская           | 1966년  | 2015년      | 42.2 km  | 23  |
|      | 칼리닌스코 솔른쳅스카야 선         | Калининско-Солнцевская линия         | 1979년  | 2012년      | 16.5 km  | 8   |
|      | 솔른쳅스카야 선                    | Солнцевская линия                    | 2014년  | 2018년      | 24.9 km  | 12  |
|      | 세르푸홉스코 티미랴젭스카야 선     | Серпуховско-Тимирязевская            | 1983년  | 2002년      | 41.5 km  | 25  |
|      | 류블린스코 드미트롭스카야 선       | Люблинско-Дмитровская                | 1995년  | 2023년      | 38.3 km  | 26  |
|      | 볼샤야 콜체바야 선(대순환선)       | Большая кольцевая                    | 2018년  | 2023년      | 71 km    | 31  |
|      | 부톱스카야 선*                     | Бутовская                            | 2003년  | 2014년      | 10 km    | 7   |
|      | 모스크바 모노레일                  | Монорельс                            | 2004년  | 2004년      | 4.7 km   | 6   |
|      | 모스크바 중앙 순환선               | Московское центральное кольцо        | 2016년  | 2016년      | 54 km    | 31  |
|      | 네크라솝스카야 선                  | Некрасовская                         | 2019년  | 2020년      | 22.3 km  | 8   |
|      | 트로이츠카야 선                    | Троицкая                             | 2024년  |             | 8.3 km   | 4   |
|      | 모스크바 광역전철 D1선             | МЦД-1 Белорусско-Савёловский диаметр | 2019년  | 2020년      | 52 km    | 24  |
|      | 모스크바 광역전철 D2선             | МЦД-2 урско-Рижский диаметр          | 2019년  | 2023년      | 80 km    | 34  |
|      | 모스크바 광역전철 D3선             | МЦД-3 Ленинградско-Казанский диаметр | 2023년  | 2023년      |          |     |
|      | 모스크바 광역전철 D4선             | МЦД-4 Калужско-Нижегородский диаметр | 2023년  | 2023년      |          |     |
|      |                                    |                                      |         | 총합:       | 598.8 km | 328 |

- 부톱스카야 선은 경전철 노선이다.

## 사건 및 사고
- 2010년 3월 29일에 폭탄 테러가 발생하여 41명이 숨지고 88명이 다쳤다.
- 2014년 7월 15일 현지시각 오전 8시 39분(한국 시각 오후 1시 39분) 발생한 탈선 사고로 최소 20명이 숨지고 160명이 다친 것으로 전해졌다. 모스크바를 동서로 가로지르는 '아르바츠코 포크롭스카야' 3호선의 '슬라뱐스키 불바르'역과 '파르크 파베디'역 사이를 달리던 전동차의 전압이 급격히 낮아지면서 급정거 하는 바람에 사고가 발생했다고 전해지고 있다.[3]

## 같이 보기
- 지하철 목록